# Арзуманян, Роберт Андраникович
Роберт Андраникович Арзуманян (1940—2000) — советский и армянский государственный и партийный деятель, дипломат.

## Биография
Родился 20 декабря 1940 года в Ереване.
- 1957 — окончил среднюю школу им. Шота Руставели г. Еревана.
- 1964 — окончил филологический факультет Ереванского Государственного Университета.
- 1964—1968 — инструктор, заведующий отделом ЦК ЛКСМ Армении.
- 1968—1972 — Председатель Комитета молодежных организаций Армении (КМО).
- 1972—1975 — первый секретарь ЦК ЛКСМ Армении.
- 1975—1980 — Первый секретарь Ленинаканского горкома КП Армении.
- 1980—1984 — занимал ответственную должность в аппарате ЦК КПСС.
- 1984—1986 — заместитель председателя Совета министров Армянской ССР.
- 1986—1988 — секретарь, член бюро ЦК КП Армении.
- 1988—1991 — председатель Армянского общества культурных связей и сотрудничества с зарубежными странами (АОКС).
- 1991—2000 — Вице-консул Генерального Консульства Российской Федерации в г. Александрия (Египет). По совместительству — директор Российского культурного центра в Египте.

Избирался депутатом Верховного Совета СССР и Верховного Совета Армянской ССР.
При его активном содействии, во втором по величине городе Армении был создан ряд объектов национальной культуры, искусства и архитектуры: Музей-заповедник «Кумайри», Дом-музей скульптора-монументалиста Сергея Меркурова, Музей истории Ленинакана, Музей народной архитектуры и городского быта (Дом Дзитохцянов), Дворец молодежи, Центр эстетического воспитания, Ленинаканское отделение государственного музея Армении и т. д.
Награжден Орденом Трудового Красного Знамени, медалями.